# Valerie Barthelemy
Valerie Barthelemy (1991) es una deportista belga que compite en triatlón. Ganó una medalla de bronce en el Campeonato Europeo de Triatlón de 2018, en el relevo mixto.

## Palmarés internacional
| Campeonato Europeo | Campeonato Europeo    | Campeonato Europeo | Campeonato Europeo |
| Año                | Lugar                 | Medalla            | Prueba             |
| ------------------ | --------------------- | ------------------ | ------------------ |
| 2018               | Glasgow (Reino Unido) | Medalla de bronce  | Relevo mixto       |